# Bătălia de la Brașov (1916)
Bătălia de la Brașov s-a desfășurat între 24 septembrie/7 octombrie 1916 - 25 septembrie/8 octombrie 1916, în ea fiind angajate forțele Armatei 2 române și forțele Armatei 9 germane.
Bătălia s-a încheiat cu victoria trupelor Puterilor Centrale.

## Contextul operativ strategic
Bătălia de la Brașov a făcut parte din operația de apărare a trecătorilor din Munții Carpați, cea de-a treia operație de nivel strategic desfășurată de Armata României în campania anului 1916. Ea s-a desfășurat începând cu a doua decadă a lunii septembrie și până la începutul lunii octombrie 1916, având trei obiective principale: oprirea ofensivei declanșate de inamic pe frontul din Transilvania, menținerea și consolidarea unui dispozitiv defensiv pe aliniamentul  Munților Carpați și crearea condițiilor pentru reluarea inițiativei strategice și trecerea la ofensivă.:pp.472-473
Planul general al ofensivei Armatei 9 germane prevedea „trecerea munților odată cu inamicul, sau în cel mai rău caz înainte ca el să aibă timpul a se instala în lucrările de fortificație existente pe înălțimile trecătorilor de pe granițe”.:p.105 În acest scop urmau să fie atacate succesiv forțele românești care apărau trecătorile Carpaților Meridionali, în vederea ocupării prin surprindere a uneia dintre acestea și facilitarea astfel a trecerii grosului forțelor germane la sud de Carpați.:pp.105-132

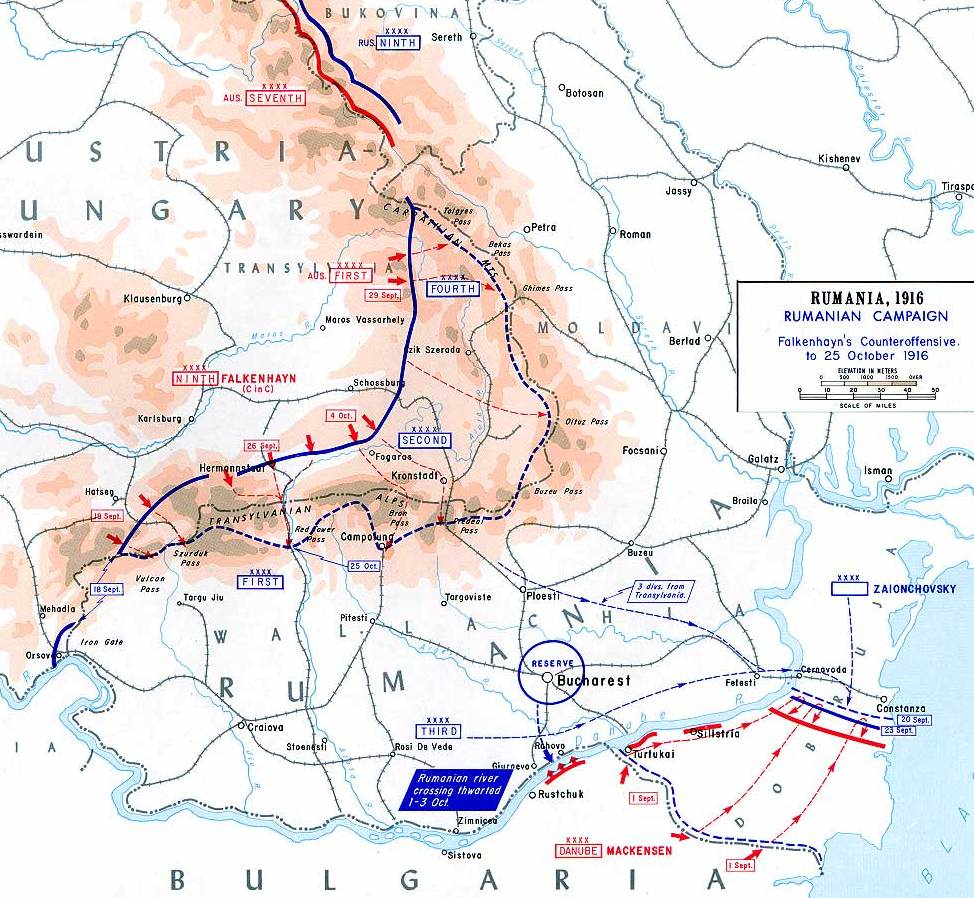
Contraatacul Puterilor Centrale, septembrie-octombrie 1916

Planul de operații român prevedea trecerea la apărarea strategică pe întreg frontul de nord și menținerea de către cele trei armate (1, 2 și de Nord) a aliniamentului Carpaților până la sosirea iernii „când zăpezile mari ce vor cădea peste munți vor opri operațiile”.:p.391

## Forțe participante

### Dispozitivul forțelor române
- Armata a 2-a
- Divizia 3 Infanterie
- Divizia 4 Infanterie
- Divizia 6 Infanterie
- Divizia 21 Infanterie
- Divizia 22 Infanterie

### Dispozitivul forțelor germane
- Armata a 9-a germană
- Corpul I Rezervă german
- Corpul XXXIX Rezervă german
- Corpul de Cavalerie german
- Divizia 187 Rezervă
- Divizia 51 Honvezi

## Comandanți

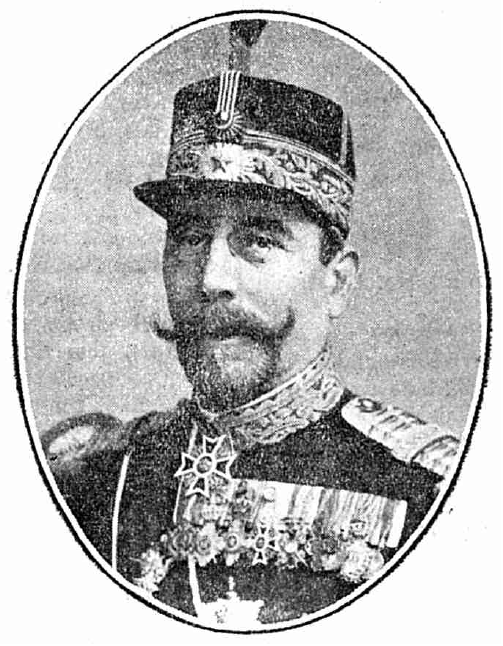
Grigore Crăiniceanu

### Comandanți români
Comandant al Armatei a 2-a
- Generalul de divizie Grigore Crăiniceanu

Comandanți de divizie
- Divizia 3 Infanterie - General de brigadă Marin Niculescu
- Divizia 4 Infanterie - General de brigadă Constantin Costescu
- Divizia 6 Infanterie - General de brigadă Nicolae Arghirescu
- Divizia 21 Infanterie - General de brigadă Dimitrie Lambru
- Divizia 22 Infanterie - General de brigadă Aristide Razu

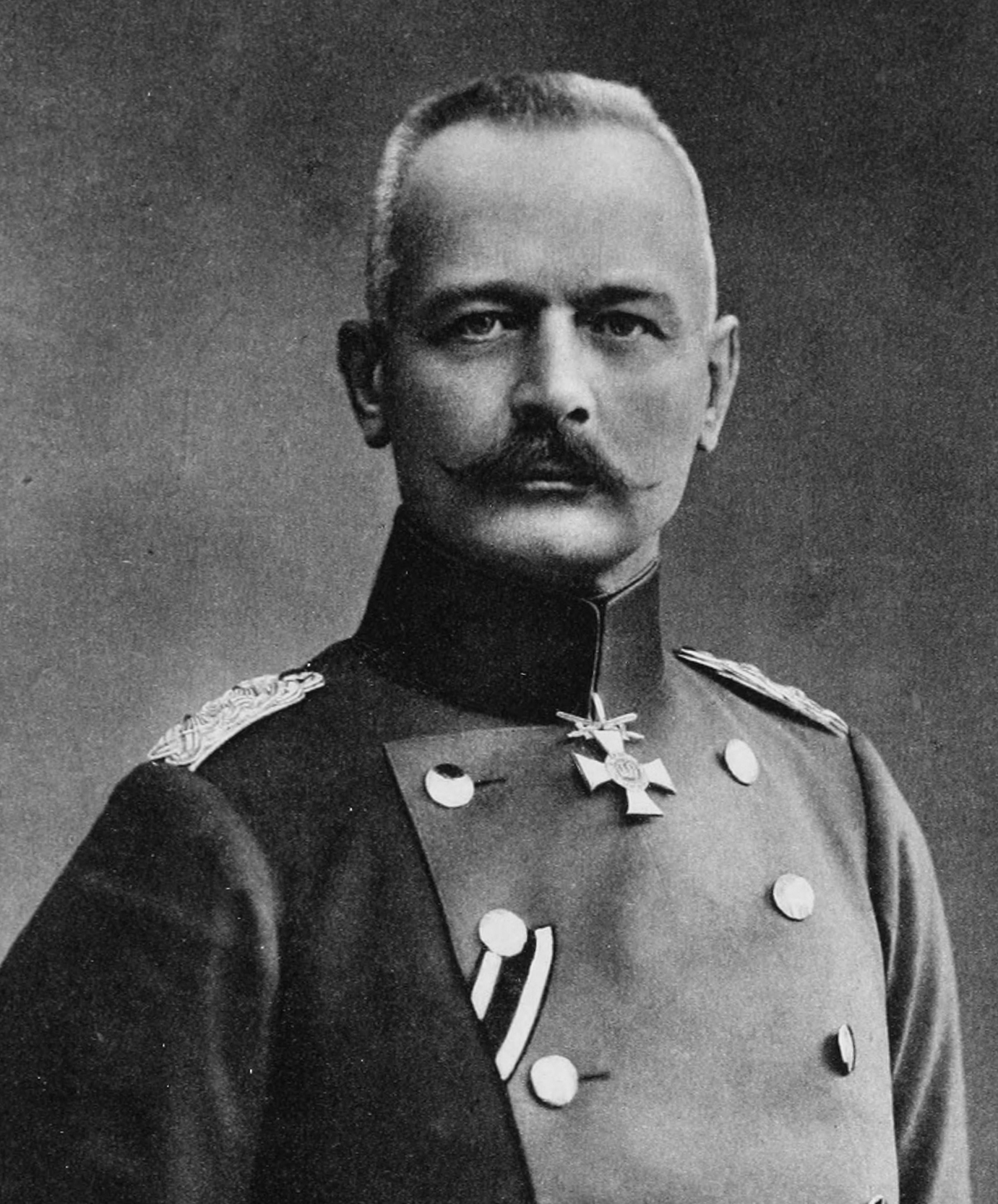
Erich von Falkenhayn

### Comandanți ai Puterilor Centrale
Comandant al Armatei a 9-a germane
- General de infanterie Erich von Falkenhayn

Comandant al Corpului I Rezervă german
- General locotenent Curt von Morgen

Comandant al Corpului XXXIX Rezervă
- General de infanterie Hermann von Staabs

Comandant al Corpului de cavalerie german
- General Eberhard von Schmettow

Comandanți de divizie
- Divizia 187 Rezervă - General locotenent Edwin Sunkel
- Divizia 51 Honvezi - General de brigadă Béla Tanárky

## Planurile de operații
Planul de operații al Puterilor Centrale prevedea, după depășirea Munților Perșani, fie învăluirea trupelor române în Țara Bârsei și ocuparea trecătorilor din Carpați înainte de a putea fi apărate de armata română, fie să exercite o presiune frontală masivă și rapidă, astfel încât să ajungă în trecători odată cu unitățile române și apoi să le treacă fără dificultate. Se miza pe efectul câștigării bătăliei de la Perșani din 22 septembrie/5 octombrie 1916 - 23 septembrie/6 octombrie 1916 și pe dificultățile naturale de organizare a unei linii de rezistență în interiorul depresiunii cu frontul spre nord-vest.
Planul de operații român prevedea rezistența pe aliniamentul  Sânpetru - Brașov - Zărnești, cu două scopuri. Primul era intenția de a încerca un contraatac pentru împingerea inamicului pe linia Reghin - Sighișoara - Sibiu, ceea ce ar fi permis scurtarea frontului la 120 km, legarea în partea dreaptă cu Armata de Nord și fixarea inamicului înainte de venirea iernii. În caz de nereușită, ar fi permis retragerea organizată pe aliniamentul Carpaților și pregătirea unei rezistențe de lungă durată în fortificațiile pregătite din vreme pe vechea frontieră, în condiții naturale mult mai favorabile apărării.

## Desfășurarea acțiunilor militare

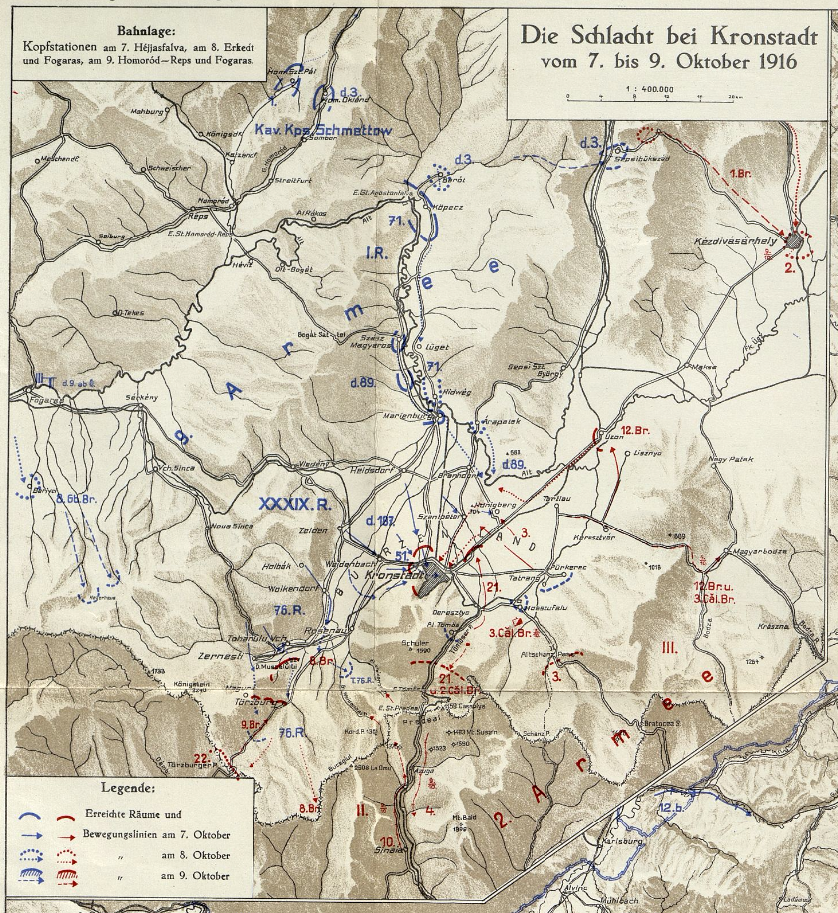
Desfășurarea acțiunilor militare

După victoria de la Sibiu, comandamentul Puterilor Centrale a declanșat contraofensiva împotriva dispozitivului Armatei a 2-a române, care s-a retras prin luptă pe aliniamente succesive, pierzând tot teritoriul dintre Mureș și Olt cucerit în prima fază a operațiilor. Faza finală a acestei succesiuni de retrageri a fost bătălia de la Brașov, desfășurată între 24-25 septembrie (7-8 octombrie) 1916, imediat după înfrângerea suferită de armata română în 22-23 septembrie (5-6 octombrie 1916) pe versanții vestici ai Munților Perșani, în pădurea cunoscută germanilor și austriecilor sub numele de Geisterwald.:pp 447-450
Prima zi a bătăliei pentru Brașov (24 septembrie / 7 octombrie 1916) s-a desfășurat cu intensitate maximă în partea de sud-vest a Țării Bârsei, această zonă constituind un sector cumva izolat de teatrul principal al bătăliei din jurul orașului însuși. În ciuda eforturilor trupelor inamice, rezistența română nu a putut fi învinsă. Singurele progrese înregistrate în ziua respectivă de către trupele germane și austro-ungare au fost ocuparea orașului Codlea și de acolo extinderea controlului asupra Râșnovului. Corpul de cavalerie german comandat de generalul Schmettow a fost dirijat împotriva flancului stâng al Armatei de Nord pentru a o împiedica să sprijine Armata a 2-a.

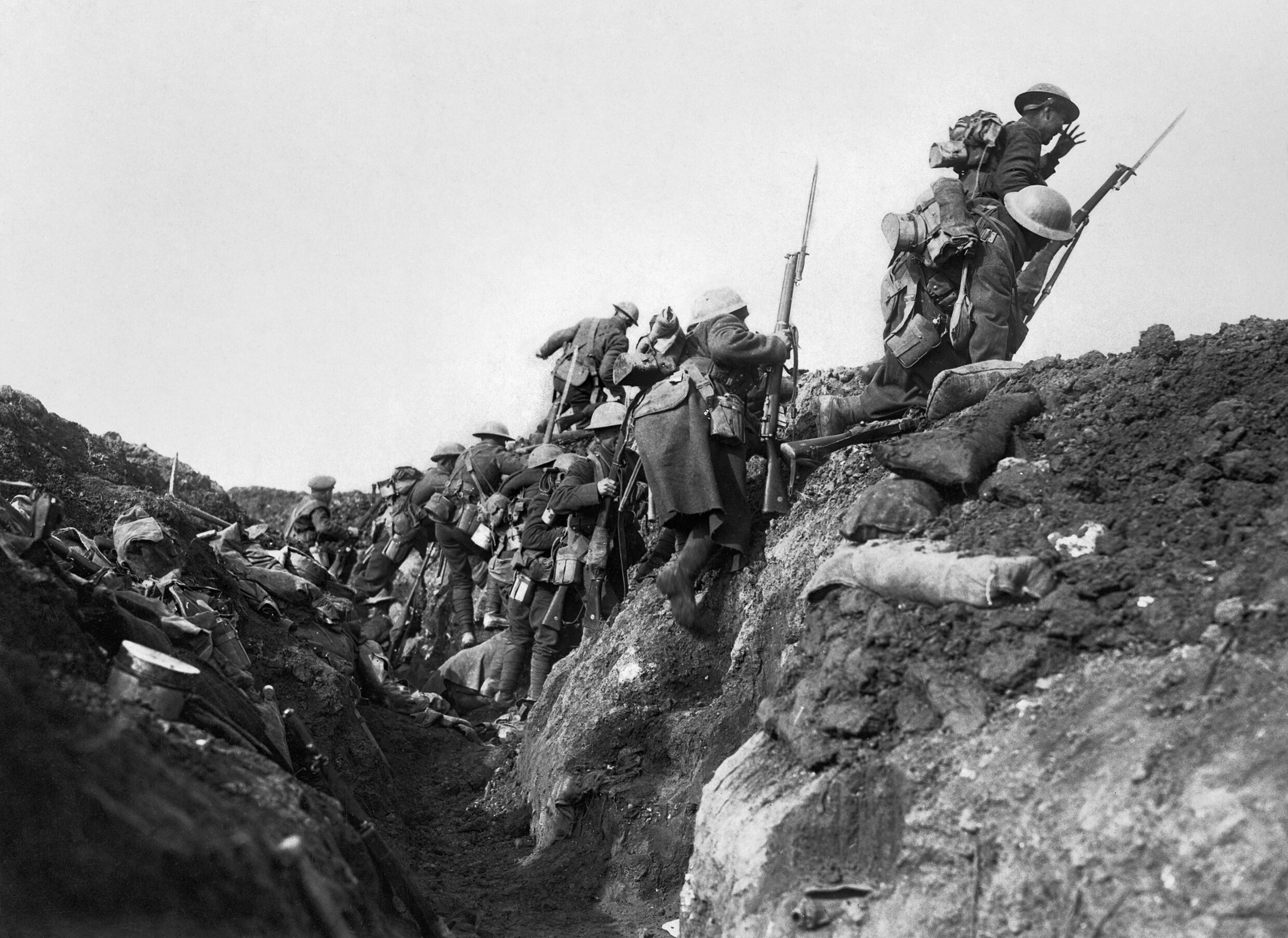
Infanteriști în tranșee

În același timp, în centrul teatrului de operații, armatele austro-ungare au reușit să forțeze retragerea soldaților români de pe înălțimea Stejeriș din apropierea Brașovului, importantă pentru asigurarea superiorității artileriei. Atacul principal asupra Brașovului a fost lansat în după-masa zilei de către trupele germane ale Diviziei 187, dar care nu au reușit, nici ele, să înainteze, datorită rezistenței trupelor române.
Luptele s-au prelungit în cursul serii și al nopții, trupe din Divizia a 3-a română reușind să re-ocupe Hărmanul și Sânpetru. Împreună cu trupele Diviziei a 4-a și cu primele detașamente din Divizia 21 proaspăt sosite pe front din sud, au oprit asaltul trupelor germane de-a lungul liniei ferate dintre cele două gări ale Brașovului. Frontul a rămas așadar la marginea orașului, doar dealul Șprenghi de lângă Gara Bartolomeu de la extremitatea frontului a fost parțial ocupat de germani.
În cea de-a doua zi a bătăliei (25 septembrie / 8 octombrie 1916), luptele s-au extins pe întregul front din zona Brașovului. Manevrele de învăluire a armatei române de către trupele germane din nordul teatrului de operațiuni au eșuat, românii părăsind însă pozițiile întărite din Zărnești și retrăgându-se la sud de Bran. Luptele hotărâtoare s-au desfășurat în zona dintre Brașov și Sânpetru, germanii reluând atacul pentru a recupera terenul pierdut în seara precedentă. Ostilitățile au continuat în sectorul nordic al frontului pe durata întregii zile, constând în atacuri și contraatacuri de o parte și de cealaltă. Avantajul trupelor germane, în special în ceea ce privea numărul și tipul artileriei utilizate (tunuri cu încărcare rapidă), a permis ca atacurile repetate ale forțelor române să fie respinse.

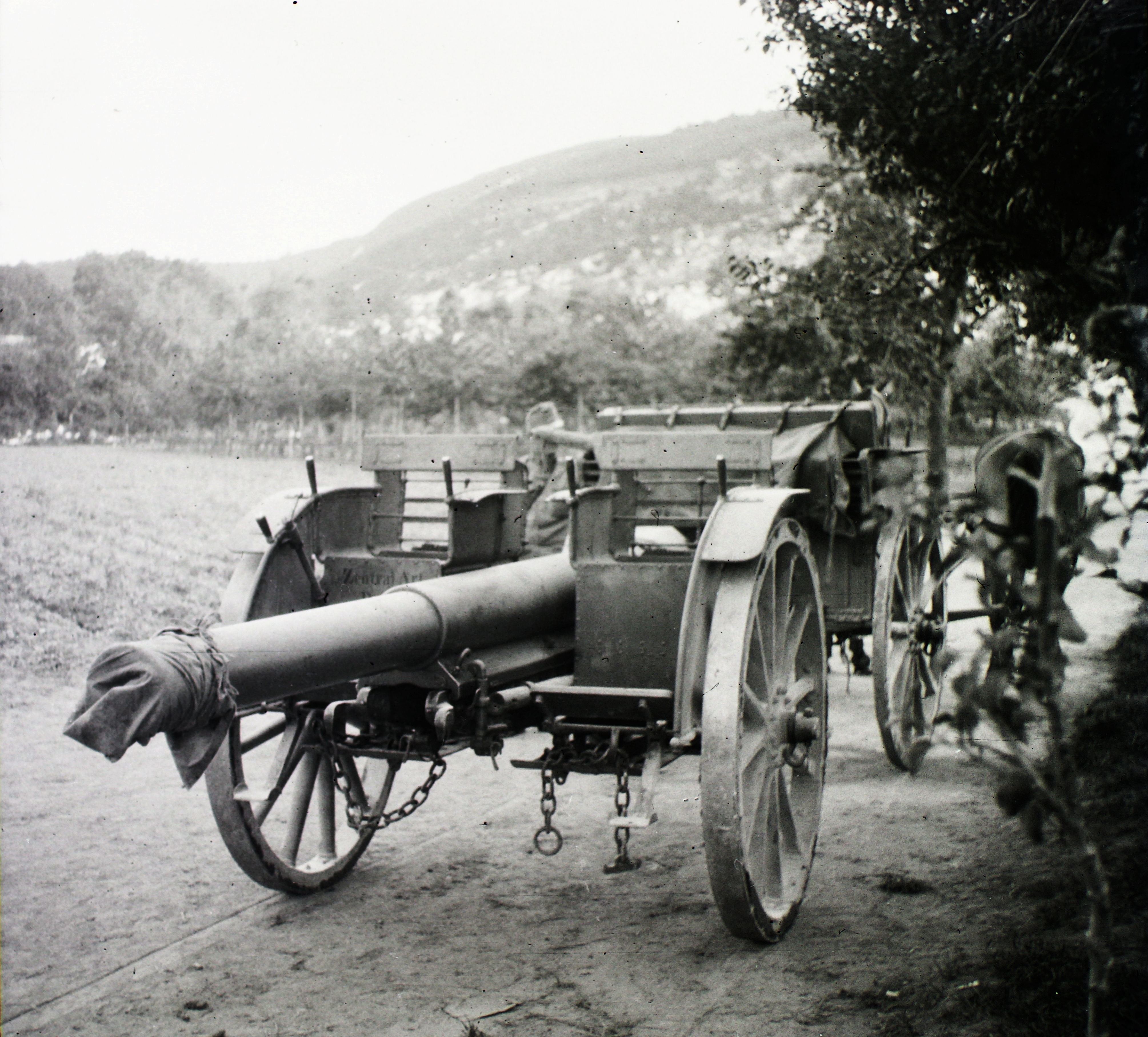
Tun din timpul Primului Război Mondial

Numărul mare de victime, dublat de distrugerile suferite de artileria română, au permis concentrarea atacului austro-ungar dinspre dealul Stejeriș. Presiunea asupra forțelor române a fost tot mai mare și ca urmare a unui nou atac lansat de trupele proaspăt sosite pe front (Corpul I Rezervă german condus de generalul Curt von Morgen).
În acest cadru s-a desfășurat și tristul episod al luptelor de la gara Bartolomeu unde o companie română a fost încercuită și nimicită de trupele germane.
Au urmat lupte grele de stradă în Brașovechi, apoi pentru Cetățuia de pe Strajă. Acestea fiind cucerite treptat, trupele române au continuat să se apere în Blumăna și în zona de sub Tâmpa, declanșând contra-atacuri.
Deși raportul de forțe nu era unul foarte defavorabil, comandantul Armatei a 2-a, generalul Grigore Crăiniceanu a intrat în panică și a dat ordin de „retragere în marș forțat”. 
Ca urmare, forțele române au fost nevoite să evacueze Brașovul și să se retragă pe vechea frontieră.:pp 291-298
Acest fapt a impus ca și Armata de Nord să renunțe la teritoriul eliberat, astfel că ambele armate s-au găsit, la sfârșitul lunii septembrie 1916, pe linia de plecare la ofensivă în august 1916.:p. 450

## Rezultate și urmări
Generalului Crăiniceanu i s-a luat comanda Armatei a 2-a și numai prietenia cu Ionel Brătianu l-a salvat de curtea marțială. Referindu-se la situația acelor zile, maiorul Radu Rosetti, șeful Biroului Operațiuni din Marele Cartier general a consemnat: „... haosul și zăpăceala domnește în comandamentul și printre trupele Armatei a 2-a. Aflăm că Crăiniceanu a dat ordin de «retragere în marș forțat», locotenent-colonelul Gh. Dabija, sub-șeful de stat major al Armatei 2 insistă să i se ieie imediat comanda lui Crăiniceanu”.:pp 124-125